# Rio di Santa Eufemia (Veneția)

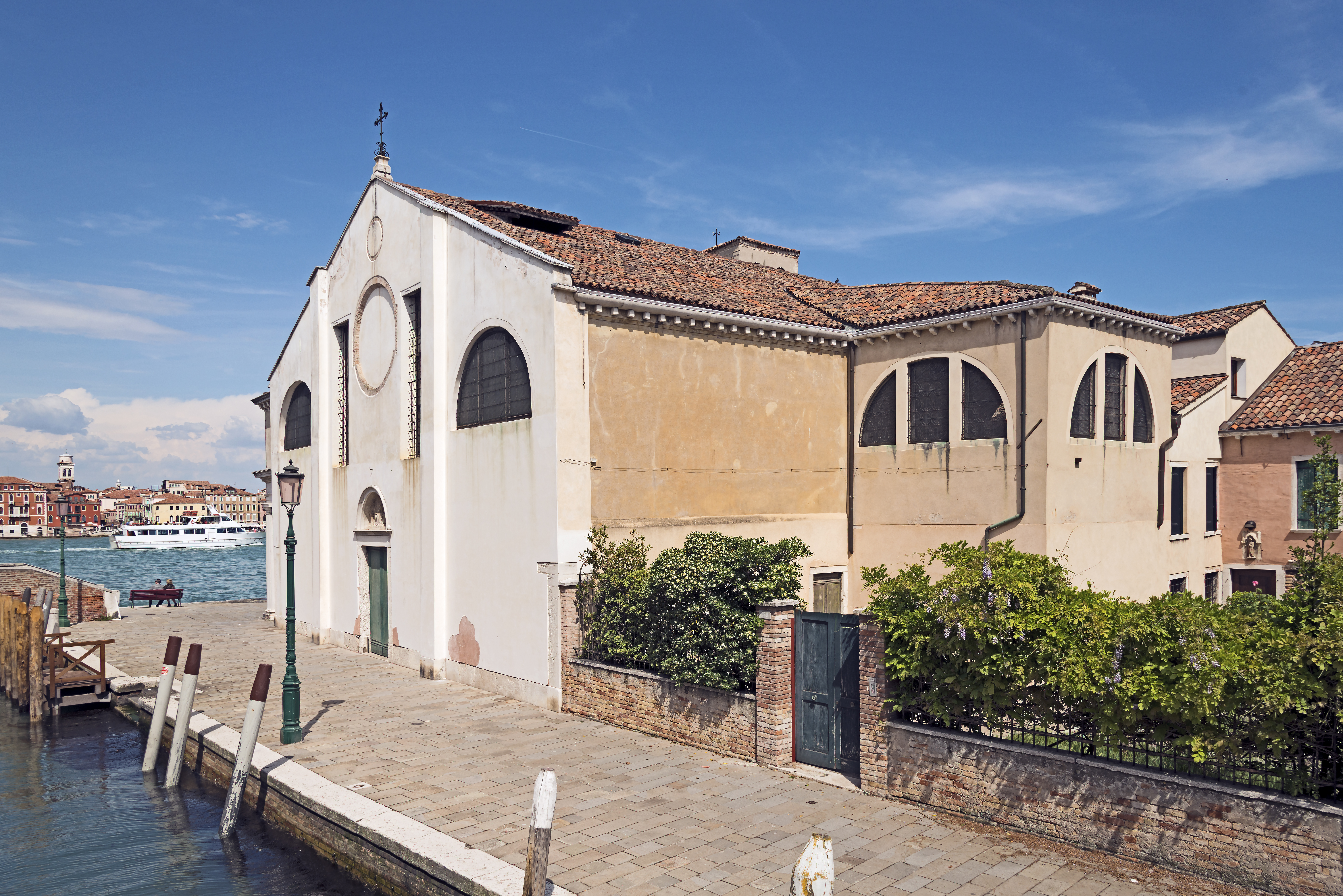
Biserica şi canalul Sant'Eufemia

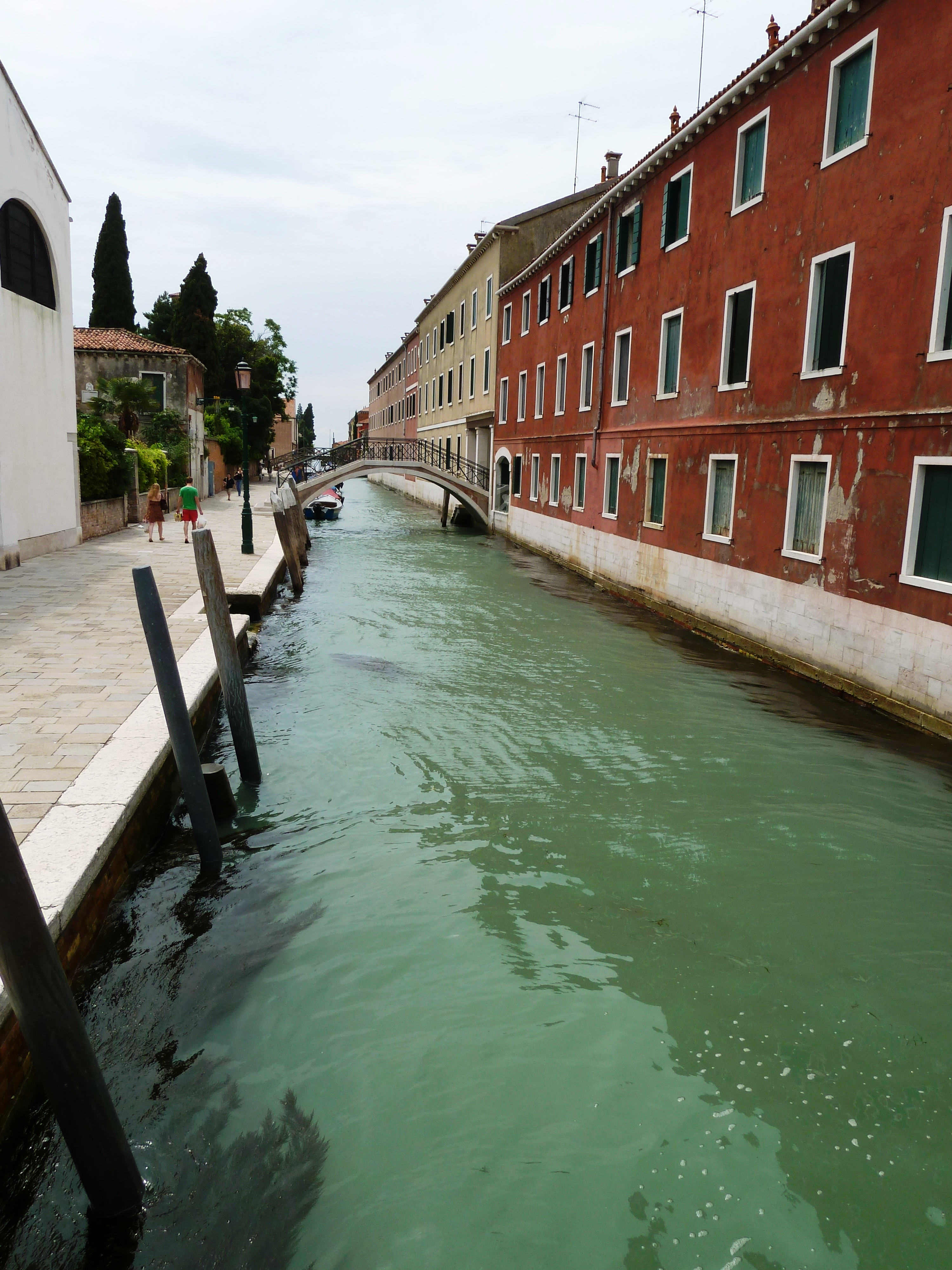
Canalul

Rio di Santa Eufemia (canalul Sfintei Eufemia) este un canal din Veneția, pe insula Giudecca din sestiere Dorsoduro.

## Descriere
Rio di Sant'Eufemia are o lungime de aproximativ 370 de metri. El traversează Giudecca de la nord la sud și se racordează la Canalul Giudecca.

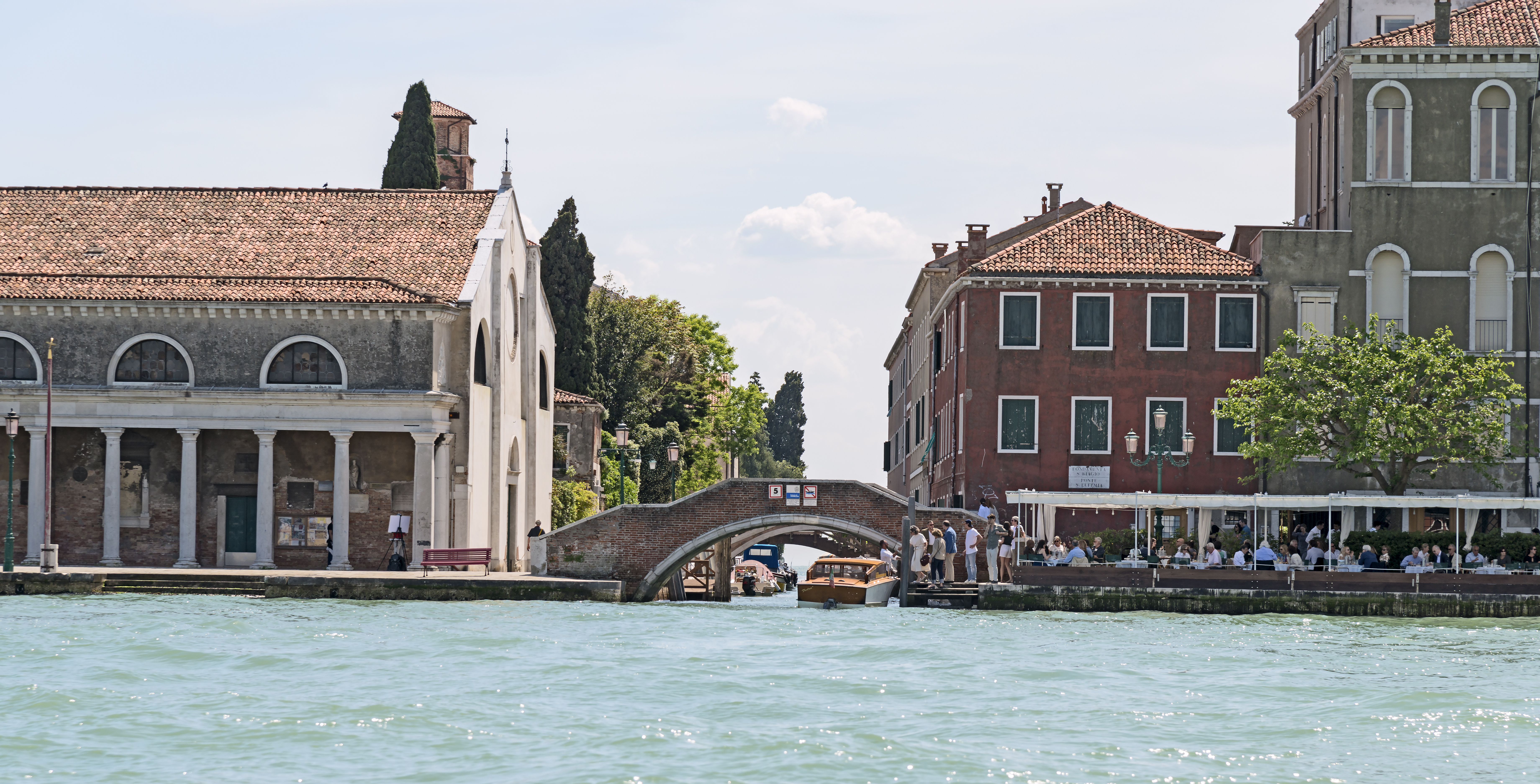
Rio, văzută de la Canalul Giudecca

## Origine
Numele provine de la Biserica Sfânta Eufemia.

## Localizare
Pe malul acestui canal se află:
- Fondamenta della Rotonda ;
- Fondamenta del Rio di Santa Eufemia ;
- vechea Biserică Sfinții Cosma și Damian ;
- Biserica Sfânta Eufemia.

## Poduri
Acest canal este traversat de trei poduri (de la nord la sud):

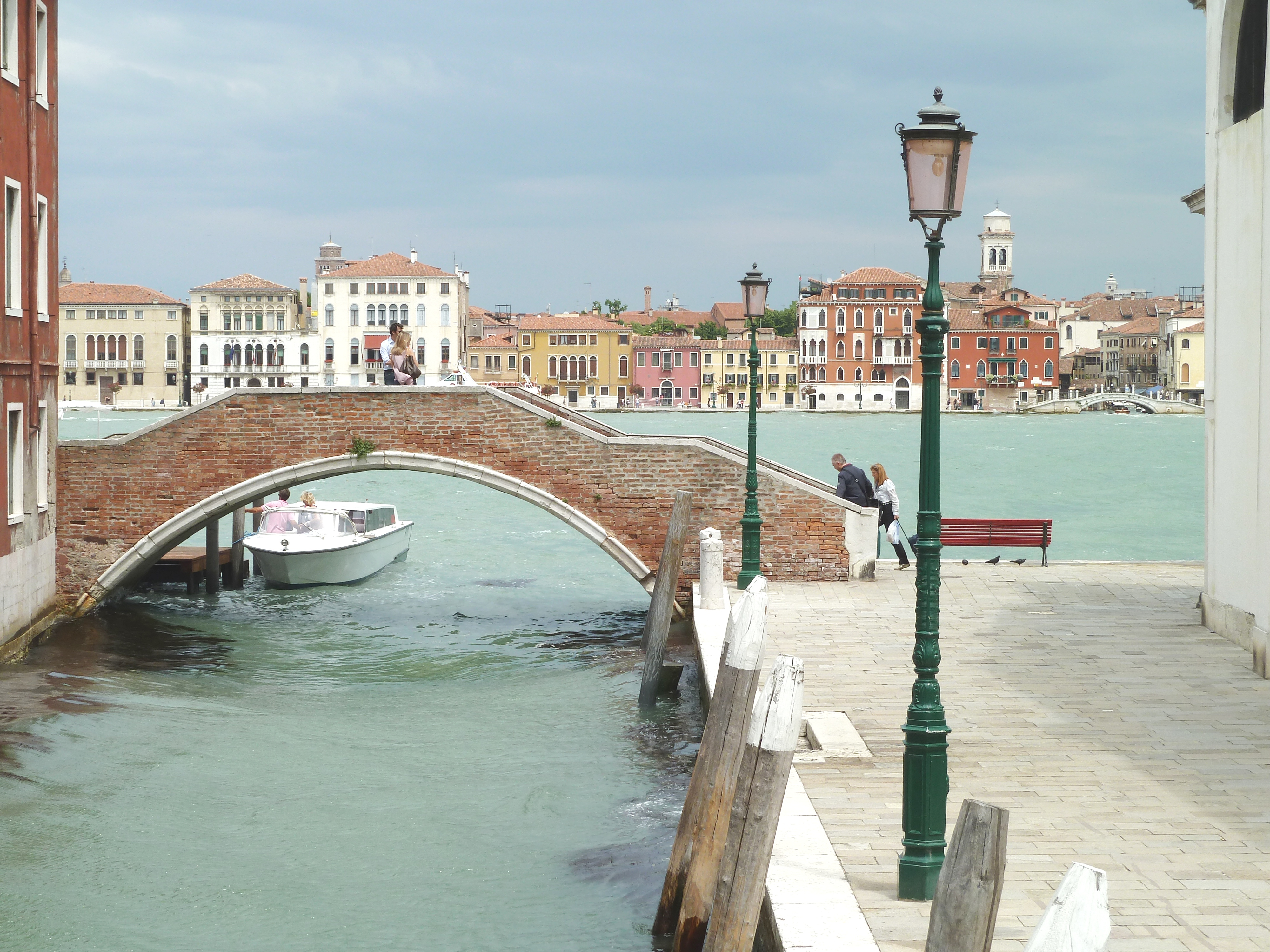
Podul S.Eufemia ce uneşte fondamenta omonimă cu Fondamenta S.Biagio
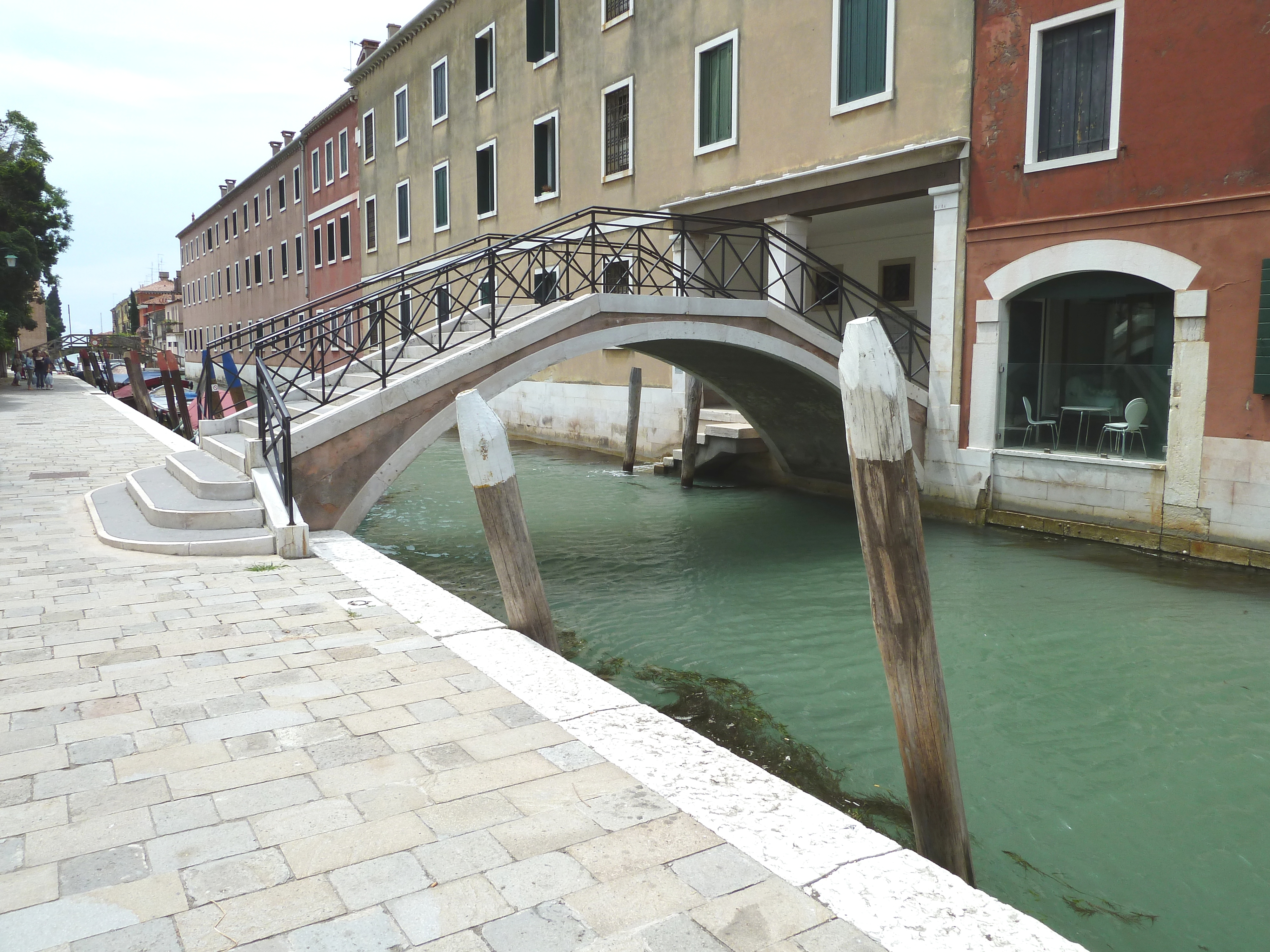
Pod privat peste rio S.Eufemia
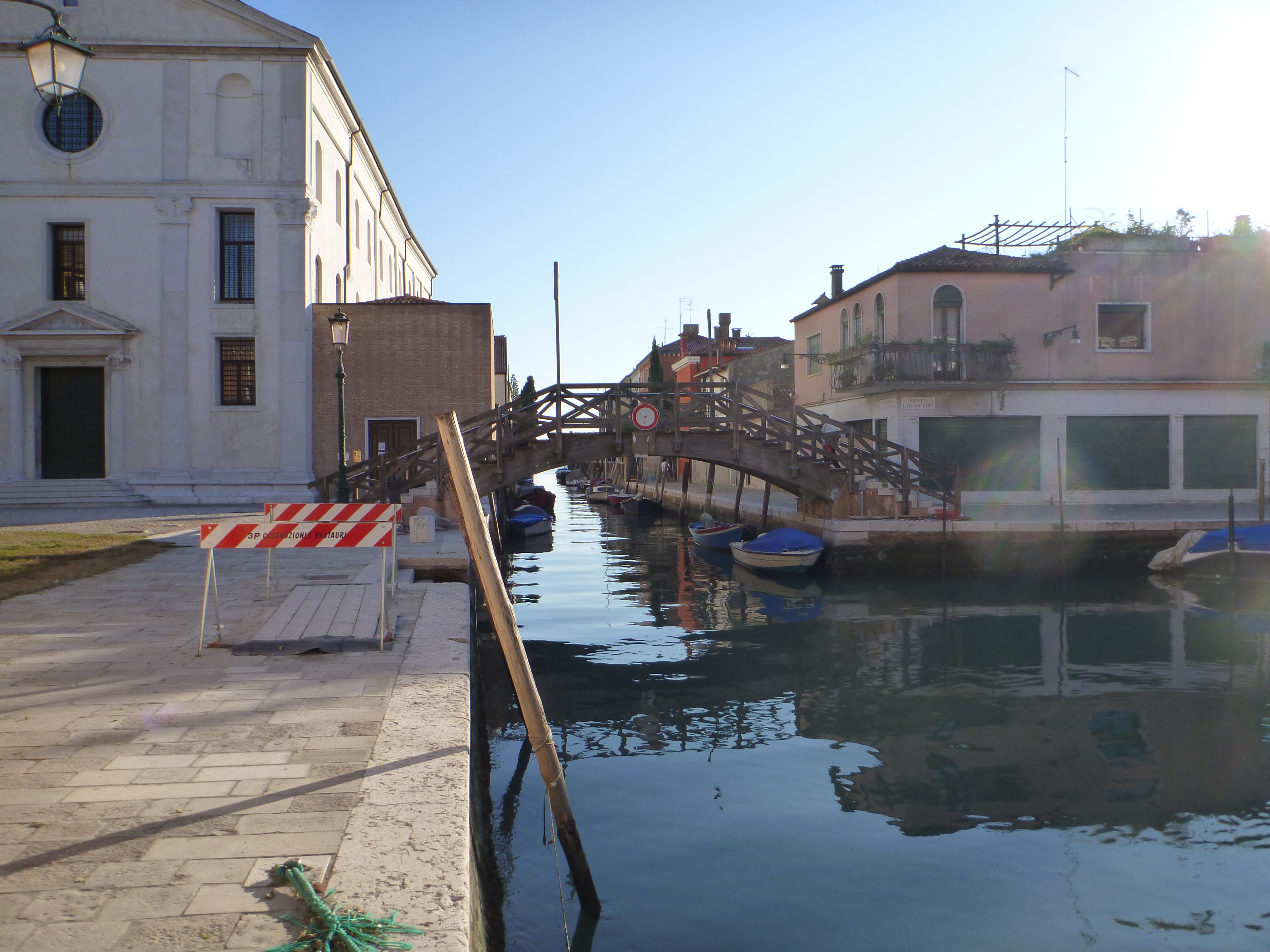
Podul Lagoscuro (sau S.Cosmo) unind Campo S.Cosmo cu Fondamenta de le Convertite